# 三代目J Soul Brothers LIVE TOUR 2017 "UNKNOWN METROPOLIZ"
『三代目J Soul Brothers LIVE TOUR 2017 "UNKNOWN METROPOLIZ"』（さんだいめジェイ ソウル ブラザーズ ライブ ツアー にせんじゅうなな アンノウン メトロポリス）は、三代目 J Soul Brothers from EXILE TRIBEの通算5作目のライブビデオである。2018年3月21日にrhythm zoneから発売された。

## 概要
- 2017年9月16日から12月17日にわたり、全国4会場23公演で開催した、自身3度目のドーム・ツアー『三代目J Soul Brothers LIVE TOUR 2017 "UNKNOWN METROPOLIZ』から、東京ドーム公演（10DAYS）の模様を収録[3]。
- DVD3枚組、Blu-ray Disc3枚組の2形態での発売。初回限定生産盤は、三方背ケース仕様で、100ページに及ぶ完全撮り下ろしによるライブ＆舞台裏写真などが満載の超豪華スペシャルフォトブック付。
- 前作"METROPOLIZ"から今作"UNKNOWN METROPOLIZ"までの舞台裏やインタビューなど、リハーサルを含めた約1年6か月に及ぶ"スペシャル・ドキュメントムービー"を本作では全形態に約1時間収録。
- DISC-1～3の総収録時間は、ドキュメントを含めて約3時間41分に及ぶ。
- サポートメンバーとしてPKCZ®もライブに参加している。

## チャート成績
- 2018年4月2日付の週間オリコンチャートで、DVDが11.9万枚でDVD総合(音楽)の初登場1位、BDが4.7万枚でBD音楽の2位を獲得した。音楽DVDとBDの売上を合算した総合ミュージック映像ランキングでも、合算売上16.6万枚で初登場1位を獲得した。三代目JSBの音楽映像作品によるDVD1位獲得は、2014年7月7日付で記録した『三代目J Soul Brothers LIVE TOUR 2014 “BLUE IMPACT”』から4作連続、通算4作目[4]。

## 収録内容

### DISC-1
1. J.S.B. LOVE
2. O.R.I.O.N.
3. R.Y.U.S.E.I.
4. MUGEN ROAD
5. STORM RIDERS feat. SLASH
6. Eeny, meeny, miny, moe!
7. Dream Girl
8. 花火
9. Powder Snow 〜永遠に終わらない冬〜
10. 冬物語
11. WASTED LOVE
12. Double Play
13. Angel

### DISC-2
1. X-RAY
2. Feel So Alive
3. Summer Madness feat. Afrojack
4. Over & Over
5. NEOTOKYO
6. CHAIN BREAKER
7. HAPPY
8. 銀河鉄道999（三代目 J Soul Brothers ver.）
9. BRIGHT
10. Welcome to TOKYO

-ENCORE-
1. 24karats STAY GOLD
2. 24karats TRIBE OF GOLD
3. J.S.B. DREAM
4. J.S.B. HAPPINESS

### DISC-3
- METROPOLIZ & UNKNOWN METROPOLIZ LIVE DOCUMENTARY